# Скало Теверина (Витербо)
Скало Теверина је насеље у Италији у округу Витербо, региону Лацио.
Према процени из 2011. у насељу је живело 558 становника. Насеље се налази на надморској висини од 46 м.